# Kálmán Mészöly
Kálmán Mészöly (Budapest, 16 luglio 1941 – Budapest, 21 novembre 2022) è stato un calciatore e allenatore di calcio ungherese, di ruolo difensore.
Anche suo figlio Géza è stato un calciatore.

## Palmarès

### Giocatore

#### Club
- Campionato ungherese: 5

Vasas: 1957, 1960-1961, 1961-1962, 1965, 1966
- Coppa Mitropa: 4

Vasas: 1960, 1962, 1965, 1970

#### Nazionale
- Bronzo olimpico: 1

Roma 1960